# Combien ça coûte ?
Pour les articles homonymes, voir CCC.
Combien ça coûte ?, l'hebdo (anciennement Combien ça coûte ? ou CCC) est une émission de télévision française diffusée sur TF1 du 2 juillet 1991,, au 30 mai 2010, présentée par Jean-Pierre Pernaut et coprésentée par différentes journalistes ou animatrices.

## Principe
L'émission est consacrée à l'argent et la dénonciation des gaspillages économiques. Elle propose des reportages sur l'argent, avec des astuces pour dépenser moins.

## Diffusion
Au départ, l'émission Combien ça coûte ?, créée en remplacement estival de Ciel mon mardi est diffusée tous les mardis de l'été 1991 sur TF1. À la suite de son succès, le magazine coprésenté par Jean-Pierre Pernaut et Isabelle Quenin est diffusé un lundi par mois en deuxième partie de soirée 
de septembre 1991 à juin 1996. Après deux émissions spéciales diffusées en première partie de soirée : l'une consacrée à Noël avec Muriel Robin le 20 décembre 1995, l'autre consacrée à l'été avec Charlotte de Turckheim le 19 juin 1996 le magazine revient un lundi soir par mois en première partie de soirée du 9 septembre 1996 à 2001. Entre 2000 et 2001, Jean-Pierre Pernaut présente l'émission avec Valérie Expert. Parmi les chroniqueurs au fil des années, l'ancienne Miss France Sophie Thalmann, Sophie Favier, Laurence Ferrari, Renaud Hétru, Pascal Bataille et Laurent Fontaine, Alexandra Sublet ou encore Annie Lemoine.
En 2001, l'émission change une nouvelle fois d'horaire, elle est diffusée toujours en première partie de soirée mais le mercredi, jusqu'en 2008. L'émission frôle à de nombreuses reprises les 10 millions de téléspectateurs. À partir de septembre 2004, l'émission est coanimée par Évelyne Thomas et ce durant quelques numéros.
Combien ça coûte ? devient hebdomadaire à partir du 31 août 2008, chaque dimanche soir à 17 h 50. Justine Fraioli rejoint Jean-Pierre Pernaut.
En raison d'une faible audience en après-midi, TF1 a décidé d'arrêter l'émission à la fin de la saison le 30 mai 2010.

## Récompense
- 1998 : 7 d'or du meilleur magazine de société/ de la meilleure émission de société

## Accueil
Combien ça coûte a essuyé diverses critiques, assez proches de celles adressées au journal de 13 heures de TF1, alors présenté par Jean-Pierre Pernaut. Le chercheur François Jost y voit la continuité du journal de Pernaut, c'est-à-dire la mise en valeur du « point de vue du contribuable » et un « certain discours de droite ». Le journaliste Pierre Marcelle abonde dans ce sens : « son JT et son souci populiste de l'argent public, c'est du pareil au même. Dans son premier, il [fait] la retape pour son second, et il n'y avait nulle raison d'en être choqué : tout ça se marie au petit poil dans une insignifiance très signifiante ». Virginie Spies, dans son essai Télévision, presse people: les marchands de bonheur, y décèle une « démonstration de force » de TF1, à l'instar d'autres programmes comme Sans aucun doute ou Pascal, le grand frère, au travers desquels la chaîne dénoncerait « les injustices qui arrivent à cause de l'État, puis le remplace pour réparer et faire mieux que lui ».

## Jeu de société
L'émission a été adaptée en jeu de société en 2002 par Lansay avec TF1 Games.